# ボビー・チェズ
ボビー・チェズ（Bobby Czyz、1962年2月10日 - ）は、アメリカ合衆国の男性プロボクサー。ニュージャージー州オーランジ出身。元IBF世界ライトヘビー級王者。元WBA世界クルーザー級王者。世界2階級制覇王者。

## 来歴
1980年4月24日、チェズはミドル級のウェイトでプロデビューを果たし初回KO勝ちで白星でデビューを飾った。
1981年6月28日、全米ニュージャージー州ミドル級王者レジー・ジョーンズと対戦し7回終了時棄権で王座獲得に成功した。
1982年11月20日、ムスタファ・ハムショと対戦し10回0-3の判定負けでキャリア初黒星を喫した。
1986年9月6日、ラスベガスのラスベガス・ヒルトン内ヒルトン・センターでIBF世界ライトヘビー級王者スロボタン・カッチャーと対戦し5回1分10秒TKO勝ちで王座獲得に成功した。
1986年12月26日、デビット・シールズと対戦し初回1分1秒TKO勝ちで初防衛に成功した。
1987年2月21日、トランプ・プラザでウィーリー・エドワーズと対戦し2回2分16秒KO勝ちで2度目の防衛に成功した。
1987年5月3日、ジム・マクドナルドと対戦し6回37秒TKO勝ちで3度目の防衛に成功した。
1987年10月29日、チャールズ・ウィリアムズと対戦し9回終了時棄権で4度目の防衛に失敗し王座から陥落した。
1989年3月4日、WBA世界ライトヘビー級王者ヴァージル・ヒルと対戦し12回0-3(112-117、111-117、110-119)の判定負けでIBFに続く王座獲得に失敗した。
1989年6月25日、チャールズ・ウィリアムズとリマッチを行うも10回終了時棄権で王座返り咲きに失敗した。
1990年3月23日、後のIBF世界クルーザー級王者ユーライア・グラントと対戦し10回3-0(97-93、95-94、96-94)の判定勝ち。
1991年3月8日、トランプ・タージ・マハルでWBA世界クルーザー級王者ロバート・ダニエルズと対戦し12回2-1(119-112、116-114、114-116)の判定勝ちで2階級制覇に成功した。
1991年8月9日、バシュ・アリと対戦し12回3-0(3者とも120-108)の判定勝ちで初防衛に成功した。
1992年5月8日、ダニー・ラロンデと対戦し12回3-0(117-111、116-110、116-113)の判定勝ちで2度目の防衛に成功した。
試合から少し経った後にWBA世界クルーザー級王座を返上した。
1994年8月4日、IBO世界クルーザー級王者ダビッド・イズクイレと対戦し4回終了時棄権で王座獲得に失敗した。
1995年12月5日、リチャード・ジャクソンとWBU世界クルーザー級王座決定戦を行い6回1分24秒TKO勝ちで王座獲得に成功した。
1996年5月10日、イベンダー・ホリフィールドと対戦するが5回終了時目の負傷によるドクターストップによるTKO負け。
1998年6月12日、後のWBO世界ヘビー級王者コーリー・サンダースとWBU世界ヘビー級王座決定戦を行い2回1分43秒TKO負けを最後に現役を引退した。

## 獲得タイトル
- 全米ニュージャージー州ミドル級王座
- IBF世界ライトヘビー級王座(防衛3)
- WBA世界クルーザー級王座(防衛2=返上)
- WBU世界クルーザー級王座